# غندوانا

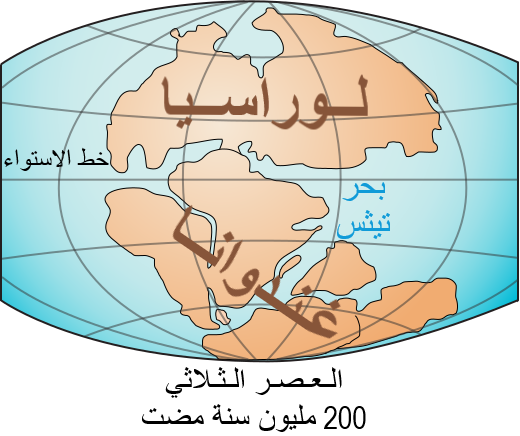
المرحلة المبكرة لانفصال لوراسيا عن غندوانا قبل نحو 200 مليون سنة.

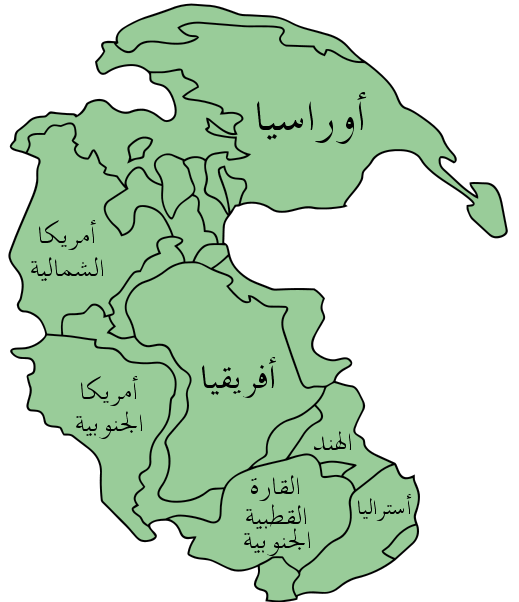
قارة بانجيا ؛ قبل 250 مليون سنة.

غندوانا هو القسم الجنوبي من قارة عظيمة بدائية كانت توجد في الحقبة الجيولوجية الوسطى (بين 200 مليون سنة و65 مليون سنة) . كانت اليابسة قبل ذلك مجتمعة في قارة عظمى تسمى بانجيا نجمع بين قسمين - شرقي وغربي - قبل مدة تقدر بين 510 إلى 570 مليون سنة. ثم انفصلت خلال العصر الترياسي قبل نحو 200 مليون سنة إلى لوراسيا و غندوانا.
تحركت لوراسيا إلى الشمال، بينما تحركت غندوانا التي كانت تساويها في الحجم جنوبًا، وكانت تضم معظم مساحة اليابسة في نصف الأرض الجنوبي، بما في ذلك القارة القطبية الجنوبية وأمريكا الجنوبية وأفريقيا ومدغشقر وأستراليا وغينيا الجديدة ونيوزيلاندا وكذلك شبه الجزيرة العربية وشبه القارة الهندية اللتان انتقلتا لاحقا إلى نصف الكرة الشمالي.
الاسم مستوحى من اسم إقليم غندوانا في وسط شمال الهند (من السنسكريتية "گنداڤانا"، غابة گند) 